# Бейсужёк Левый
Бейсужёк Ле́вый (он же Бейсужёк Ю́жный) — река в степной чернозёмной части Краснодарского края, левый приток реки Бейсуг.
Длина — 161 км, площадь водосборного бассейна — 1890 км². Практически на всём протяжении течение Бейсужка зарегулировано — фактически речка и её притоки представляют собой цепочки прудов, которые используются для орошения и разведения рыбы. Долина Левого Бейсужка заселена от истока (у хутора Тернового) до места впадения в Бейсуг (у станицы Брюховецкой), расстояние между населёнными пунктами не превышает двух километров. На реке расположен город Кореновск.

## Притоки Левого Бейсужка и населённые пункты бассейна
От истока к устью:
- хутор Терновый
- левый приток — Сухой Лог: хутор Безлесный
- станица Новобейсугская, хутор Бейсужёк Второй, хутор Бураковский, город Кореновск, хутор Пролетарский, станица Дядьковская
- правый приток — Жу́равка: хутор Северный, хутор Жу́равский, станица Жу́равская, станица Выселки
  - левый приток Журавки — Малёвана (Малёваная): хутора Бабиче-Кореновский, Малёваный, Казаче-Малёваный, Иногородне-Малёваный (Мужиче-Малёваный)
- правый приток Очеретоватая Балка: село Братковское (Братковка)
- станица Новокорсунская, хутора Красноармейский, Рашпиль, Барыбинский, Ленинский, Новый, Кавказский, Победа, Красная Нива, Чкалова, Красная Поляна, станица Брюховецкая.